# The Jesus Rolls
The Jesus Rolls (titulada provisonalmente Going Places) es una película estadounidense de 2019 de género comedia criminal, escrita, dirigida y protagonizada por John Turturro. Se trata de un remake de la película francesa Les valseuses (1974) y un spin-off de El gran Lebowski (1998), con Turturro repitiendo su papel como Jesus Quintana. Al igual que Les valseuses, la trama narra la historia de un trío de marginales interpretados por Turturro, Bobby Cannavale y Audrey Tautou.
Filmada en 2016, la película se estrenó en el Festival de Cine de Roma el 16 de octubre de 2019. Se estrenó en Estados Unidos el 28 de febrero de 2020. Fue un fracaso de taquilla y recibió críticas mayoritariamente negativas.

## Reparto
- John Turturro como Jesus Quintana.
- Bobby Cannavale como Petey.
- Audrey Tautou como Marie.
- Susan Sarandon como Jean Bersome.
- Sônia Braga como la madre de Quintana.
- J. B. Smoove como el mecánico.
- Jon Hamm como Paul Dominique.
- Michael Badalucco como guardia de seguridad.
- Christopher Walken como Warden.
- Pete Davidson como Jack Bersome.
- Tim Blake Nelson como el doctor.

## Producción

### Antecedentes
Los hermanos Coen, quienes escribieron, dirigieron y produjeron El gran Lebowski, declararon en varias ocasiones que no harían una secuela de la película. Sin embargo, desde el año 2011, John Turturro expresó interés en repetir su papel como Jesus. A pesar de no haber escrito el guion, gran parte del personaje de Jesus fue idea de Turturro, lo que provocó que los Coen le dieran más minutos en la película. En 2014, Turturro anunció que había pedido permiso a los Coen para usar el personaje.
En agosto de 2016, se anunció que Turturro, después de conseguir los derechos del personaje, ya se encontraba filmando el spin-off, también escrito por él. También se informó que la película sería un remake de la cinta francesa de 1974 Les valseuses dirigida por Bertrand Blier y basada en su novela homónima. En un principio, el filme iba a ser titulado «100 Minutes with Jesus». Turturro ha declarado que el filme no se trata de un spin-off sino «una continuación de la exploración del personaje». Los Coen no estuvieron involucrados en la producción, pero ayudaron a Turturro a conseguir los derechos.

### Filmación
El rodaje comenzó en agosto de 2016 en Nueva York.

## Estreno
La película llegó a los cines el 17 de octubre de 2019 en Italia y el 28 de febrero de 2020 en Estados Unidos.

## Recepción
En el agregador de reseñas Rotten Tomatoes la película tiene un porcentaje de aprobación del 20 % basado en 46 críticas, con un puntaje promedio de 4,10 sobre 10. Metacritic calculó un promedio de 44 sobre 100, basado en trece críticas, categorizando el filme como de «críticas mixtas o promedio».